# Besir Demiri
Besir Demiri (n. 1 august 1994) este un fotbalist albanez care joacă pentru Mariupol pe posturile de mijlocaș defensiv și fundaș stânga. În 2018 a fost convocat la echipa națională de fotbal a Albaniei, jucând în trecut și pentru echipa națională a Macedoniei.

## Cariera pe echipe
Demiri a început să joace fotbal la grupele de tineret al lui FK Shkupi, iar în 2013 a ajuns la prima echipe care juca în al doilea eșalon al fotbalului macedonean  După doi ani la Shkupi, în ianuarie 2015 s-a transferat la FK Shkendija pentru a juca în Prima Ligă a Macedoniei. În decembrie 2016 sa transferat la Vardar. În februarie 2018 s-a transferat la clubul din Prima Ligă Ucraineană FC Mariupol.

## Cariera la națională
Demiri și-a făcut debutul pentru echipa națională a Macedoniei U21 în 2014 pentru care a jucat constant în următorii 2 ani. La 27 iunie 2016, după ce a marcat un gol în meciul de calificare la Euro U21 împotriva Ucrainei U21, Demiri a fost convocat la echipa mare a Macedoniei. Doar 2 zile mai târziu, el și-a făcut debutul pentru echipa națională în victoria scor 3-1 împotriva Azerbaijanului, în care a fost înlocuit cu Bojan Najdenov în minutul 83. La 2 septembrie 2018, a fost chemat la echipa națională de fotbal a Albaniei pentru meciurile din Liga Națiunilor UEFA 2018-2019.